# Android恢复模式

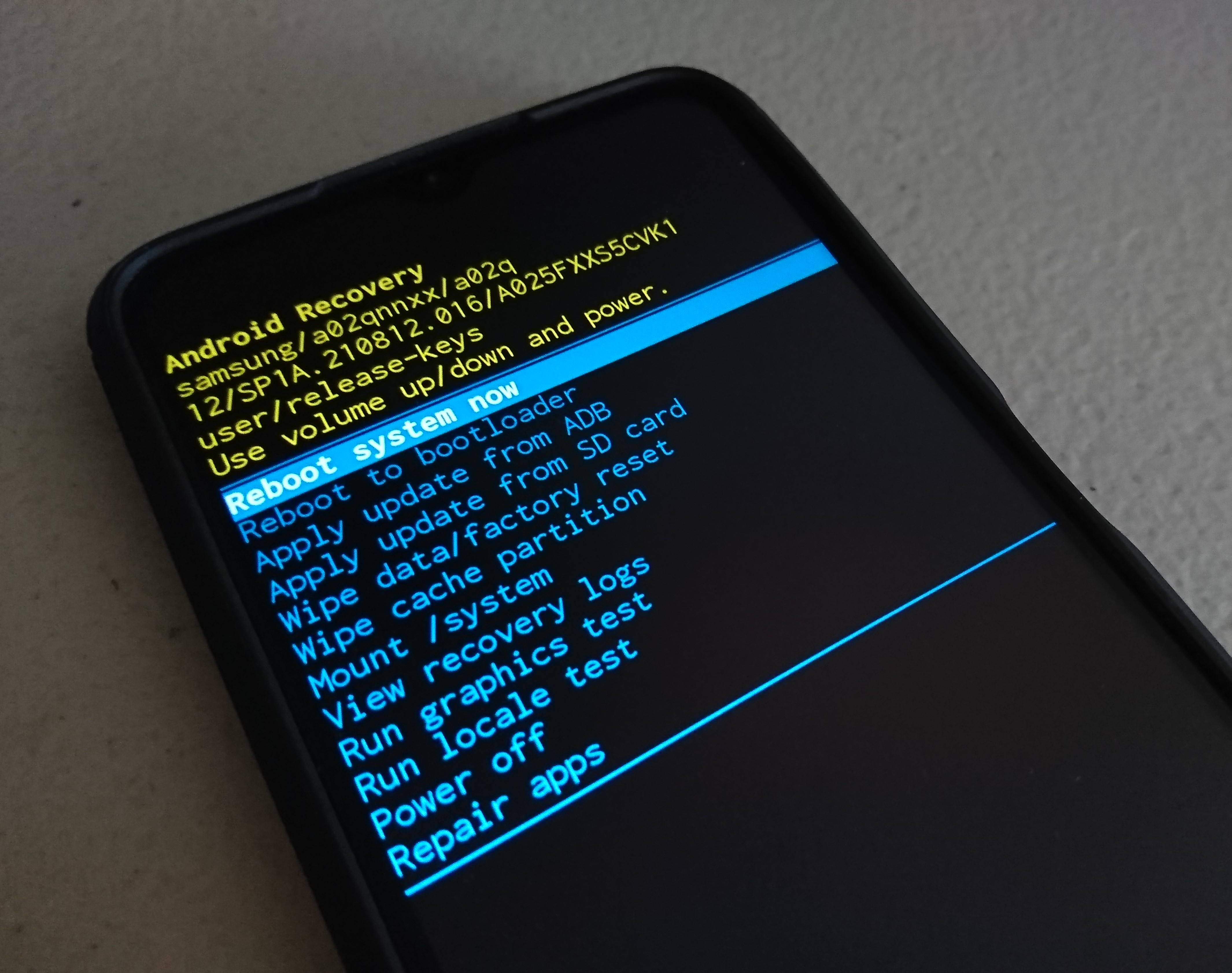
三星 Galaxy A02s 启动到恢复模式

Android恢复模式（Android recovery mode）是Android用于安装系統更新的一种模式。 它由一个带有RAM disk的Linux内核组成，该内核位于与主Android 系统不同的分区（ Recovery分区）上。

## 進入方式
每个手機进入恢复的方式都不同。 
例如： 
- Nexus 7 ： Volume Up + Volume Down + Power
- 三星Galaxy S III ： Volume Up + Home + Power
- 摩托罗拉 Droid X（英语：Droid X） ： Home + Power

## 功能
恢复模式可以用來：
- 使用Android调试桥更新系統
- 通過SD卡更新系統
- 恢复出厂设置
- 安装分区
- 运行系统测试

## 自定义恢复
Android上预装的恢复模式可以用其他软件代替，例如TWRP或ClockWorkMod。